# Ladislav Bohuslav Bartholomeides
Ladislav Bohuslav Bartholomeides, známý také jako Bartolomeides (16. listopadu 1754, Klenovec, stolice Malohont – 18. dubna 1825, Ochtiná, Gemer), byl slovenský evangelický kněz, osvícenec, národní buditel, pedagog, historik, geograf, zoolog a entomolog.

## Životopis

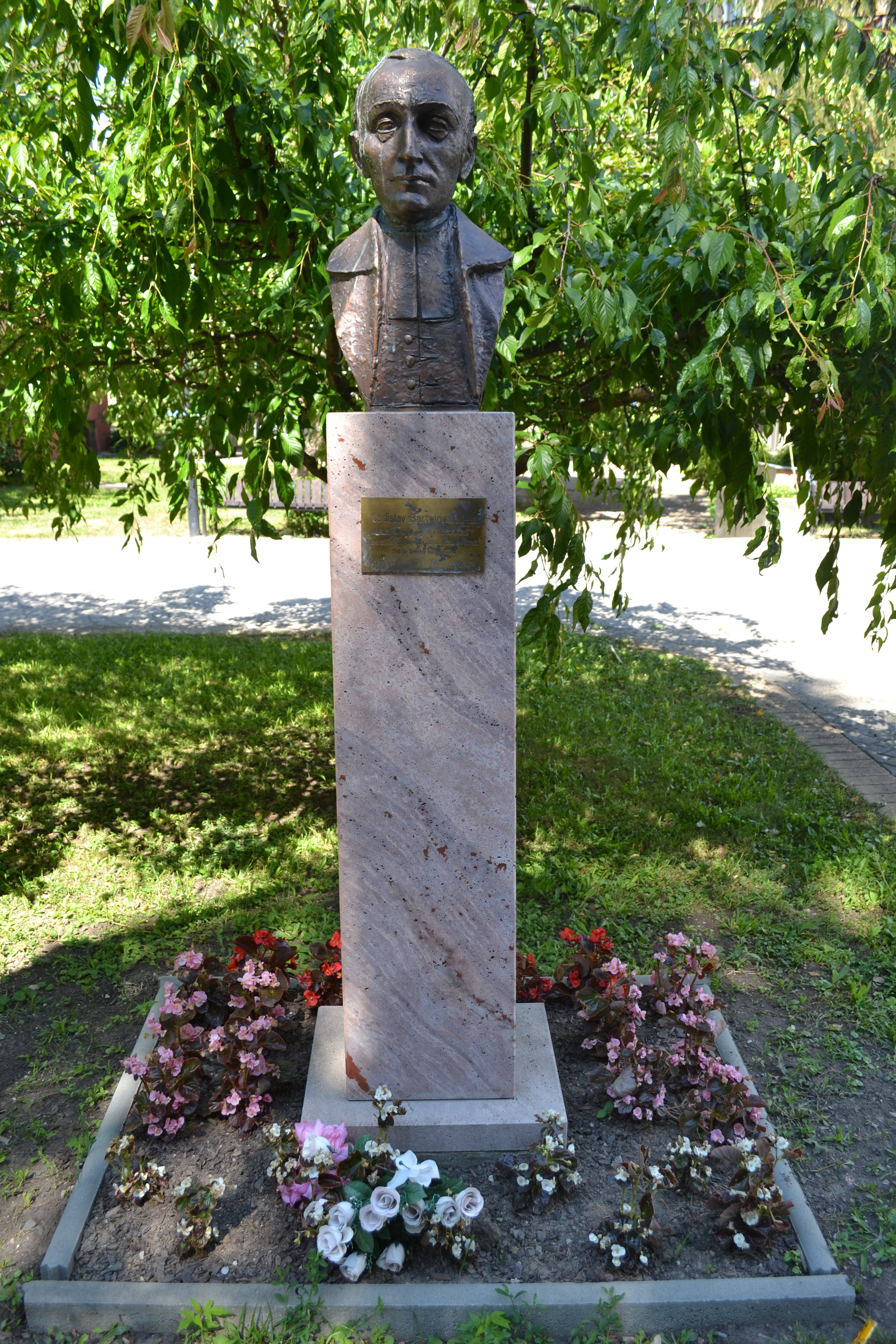
Bronzová busta Ladislava Bartholomeidesa v Rimavské Sobotě

Pocházel z turčanského šlechtického rodu Eőrdőgh z Laclové. V letech 1768 – 1772 navštěvoval školu v Dobšiné a později pokračoval ve studiu na kežmarském lyceu. Od roku 1781 absolvoval tři semestry vysokoškolského studia na univerzitě ve Wittenbergu. Po skončení studií na vysoké škole krátce působil v Rimavské Bani, Ožďanech a Ratkové. V roce 1783 nastoupil jako evangelický farář do obce Ochtiná v okrese Rožňava, kde působil až do své smrti.
Během svého života psal a vydával populárně naučná, vědecká díla a úvahy s osvícenskou tematikou. Byl také autorem prvních učebnic zeměpisu a přírodovědy. Své literární práce psal většinou latinsky, ale učebnice se snažil psát řečí lidu. Na Slovensku však v té době neexistoval jednotný spisovný jazyk, a proto Bartholomeides psal učebnice v slovakizované bibličtině, což byl jazyk Kralické bible.
První jeho práce vyšla v roce 1794 v Prešpurku pod názvem: Hystorya o Ameryce vkazující, kterak byla skrze Krysstoffa Kolombusa a jeho Nasledowníky wynalezená, jakowé její přirozené Položení a Staw, jakowí Obywatelé a jak ji Ewropčané sobě podmanili.
Jako učitel pociťoval Bartholomeides nedostatek slovenských učebnic. Proto v roce 1798 vydal učebnici náboženství pod názvem: Jádro Kresťanského Evangelického Náboženstwj, učebnici zeměpisu pod názvem: Geograffia aneb Wypsánj Okrsslku Zemského s ssesti Mappami wlasnj rukau geho wyrytými. Přírodovědně byl zaměřen jeho spis, který vyšel v roce 1798 pod názvem: Kratičká hystorie přirozenj, k pomocy a k dobrému gak učitelu, tak y mládeže sskolské sepsaná, ano y k rozssjřenj lepsy a k Bogu wedaucý známosti tohoto světa wubec na swětlo wydaná a který obsahoval poznatky z botaniky, zoologie a mineralogie. V zoologické části tohoto spisu byly uvedeny i některé údaje o dvoukřídlém hmyzu, hlavně o střečcích a ovádech.
V roce 1799 Bartholomeides vydal práci: Memorabilia Provinciae Csetnek cum tabulis aetri incisis. Je to monografie štítnického okresu, kterou rozdělil na fyzickou, topografickou, politickou, církevní, literární, ekonomickou a diplomatickou část. Snažil se zde vysvětlit i vznik vrchů.
V letech 1806 až 1808 vyšla v Levoči jeho obsáhlá vlastivědná monografie o Gemerské stolici, pod názvem: Inclyti Superioris Ungariae Comitatus Gőmőriensis Notitia Historico-Geographico-Statistica. Byla to náročná práce, neboť materiálu o Gemeru bylo v té době velmi málo. Práci musel doplnit vlastním výzkumem a rozdělil ji na tři části. V první podal popis Gemeru, druhou část věnoval místopisu, kde popsal každou obec stolice. Ve třetí popsal administrativní správu. Knihu doplnil mapou Gemeru. Tato práce je cenná hlavně tím, že obsahovala seznam 17 druhů dvoukřídlých, které autor zjistil na tomto území počátkem 19. století.
Ke geografickým pracím lze přidat pojednání o řece Slané. Vytvořil i malý atlas pro školní mládež. Bartholomeides působil také jako překladatel a zabýval se i speleologií. Roku 1801 vypracoval mapu jeskyní Aggtelecko-Domické soustavy.